# Валентен електрон
Валентният електрон е електрон от даден атом, който може да участва в образуването на химични връзки. При химично съединение с една ковалентна връзка двата свързани атома участват с по един валентен електрон в образуващата връзка обща електронна двойка. Наличието и броят на валентните електрони определят химичните свойства на съответния химичен елемент и начина, по който той може да се свързва с други елементи. При елементите от главните подгрупи на периодичната система валентните електрони се намират само в най-външния електронен слой, но при преходните метали те могат да бъдат и от вътрешни слоеве.